# أرباب النوبة
أرباب النوبة هي مجموعات اصلية فرعونية نزلت مع سكان مصر واستقروا في الجنوب علي وادي النيل وقديما اعتبروا نفسهم دولة مستقلة ذات سيادة رئيسية.النوبيون أو النوبة قبائل تسكن المنطقة الواقعة في شمال السودان وجنوب مصر. كان وادى الخوىّ، جنوب الشلال الثالث عبارة عن حوض قديم للنيل طوله حوالي 123 كم إلى الشرق من مجرى النيل الحالى. فمنذ الألفية الرابعة ق.م. كان حوضاً زراعياً غنياً ادي لظهور المجتمعات النيوليتية. اكتشف به جبانات كانت تجسيداً على الأرض للتنظيم الاجتماعي لمجتمعاتها إبان الألفية الثالثة ق.م. شملت الحضارة النوبية الكوشية ثلاث ممالك أولها نبتة، ثم كرمة، واّخرها مروي في السودان.

## اللغة
يتحدث أهل النوبة اللغة النوبية وتنقسم إلى قسمين أساسيين الكنزيه والفاديجيه وتختلف إلى خمس لهجات أو أكثر في مناطق مختلفة ما بين مصر والسودان. فالفادجيه والكنوز مصر وحلفا ودلقو والسكوت (الحلفاويون والمحس) في السودان. ويتحدث السكان الحاليون العربية بطلاقة مع لغات أخرى كالإنجليزية والفرنسية والإيطالية بحكم اختلاطهم بالسائحين والزوار الأجانب.
يتم الاحتفاظ النوبية القديمة في ما لا يقل عن 100 صفحة من الوثائق، ومعظمها ذات طابع ديني مسيحي، الذي ألفه بالاشتراك مع مجموعة متنوعة نسيال من الأبجدية اليونانية، مع تمديد ثلاث رسائل القبطية، وثلاثة فريدة من نوعها للنوبية القديمة، على ما يبدو مشتقة من اللغة المروية. ويعتبر حاليا وتتراوح هذه الوثائق في التاريخ من 8 إلى 15 الميلادي النوبي قديم الأجداد إلى النوبة الحديثة.

## التاريخ
النوبيون هم شعب يعشون علي امتداد مجري النيل من مقرن النيلين جنوبا وحتي بعد أسوان شمالا ومنهم كان الملوك.وذلك حسب الكثير من الدراسات التي قام بها علماء الاثار والمستكشفين الأوائل مثل شيخ أنتا ديوب في كتابه الاصول الأفريقية للحضارة المصرية.والذي يؤكد فية ان جميع الملوك الفراعنة لمصر كانو ذوي بشرة سمراء وبملامح زنجية مثل الشعر والانف وغيرها من ما لا يدع مجال للشك في افريقيتهم.يرد النوبيون اصلهم الي حام ابن نوح عليه السلام ويعتبر جدهم الاوحد، يعتبر النوبيون من أكثر الشعوب تدينا إذ كان الاعتقاد لديهم بلحياة الأخرى قديما فكانوا يكرسون حياتهم استعداد لرحلة الحياة الموازية، وكان لديهم علي مر التاريخ الهة كثر أبرزها امون راع، ومن أبرز ملوكهم الملك تود عانخ امون والذي يعني اسمه في اللغة النوبية ب الابن الاوحد ل امون (امون راع)والملك رعمسيس والملك طهارقة وغيرهم. ينقسم النويون الي قسمين الأول يتحدث الكنزيه وهي لهجة ابناْء الشمال والثاني يتحدث الفديجا وهي لهجة أبناء الجنوب وهم من يطلق عليهم (الفراعنة السود) كان اصل مصر قديما الوحدة شمالا وجنوبا ولكنها انفصلت واتحدت عدة مرات وبرزت دويلات أو ممالك أخرى بعد دمار مصر كمملكة كوش وهي تمتد من أسوان وحتي مدينة سوبا التي أصبحت تعرف باسم الخرطوم وحيث قامت ممالك امتد نفوذها علي وادي النيل مرورا بمصر والأردن وفلسطين حتى جنوب تركيا شمالا راجع الفراعنة السود. ويرجع تاريخ النوبة للعصر الحجري في عصر ماقبل التاريخ. ففي منطقة الخرطوم وجدت آثار حجرية.وفي منطقة الشخيناب شمال الخرطوم وجدت آثار ترجع للعصر الحجري الحديث من بينها الفخاروالخزف.وكان النوبيون الأوائل يستأنسون الحيوانات.
وفي شمال وادي حلفا بمنطقة خور موسى حيث يعتقد أن النبي موسى قدم من هناك، وجدت آثار تدل علي أن الإنسان في تلك الفترة كان يعيش في قديم الزمان على القنص وجمع الثمار وصيد الأسماك.وأن المنطقة كانت خضراء مليئة بالأعشاب ولكن أصابها الجفاف في فترة لاحقة. حيث كان النوبيون يمارسون الزراعة.(انظر: نباتة. دوائر الحجر). وقد قامت حضارة منذ 10 آلاف سنة في منطقة خور بهان شرقي مدينة أسوان بمصر (الصحراء الآن)، وكان مركزها في منطقة قسطل ووادي العلاقي حيث كان الأفراد يعتمدون في حياتهم على تربية الماشية إلا أن بعض المجموعات نزحت ولأسباب غير معروفة جنوبا وتمركزت في المناطق المجاورة للشلال الثاني حيث اكتسب أفرادها بعض المهارات الزراعية البسيطة نتيجة لاستغلالهم الجروف الطينية والقنوات الموسمية الجافة المتخلفة عن الفيضان في استنبات بعض المحاصيل البسيطة، مما أسهم في استقرارهم هناك وقيام مجتمعات زراعية غنية على مستوى عال من التنظيم في منطقة القسطل. وهذا يتضح من التقاليد في المناطق الشمالية من النوبة. وكانت متبعة في دفن الموتى وثراء موجودات المدافن مما يدعو إلى الاعتقاد بوجود ممالك قوية لبس ملوكها التاج الأبيض.
و مع بدايات توحيد ممالك مصر العليا في مملكة واحدة متحدة واجهت النوبة قوة لا تقهر في الشمال بدأت تهدد وجودها واستقرارها. وبازدياد نفوذ وهيبة المملكة المصرية المتحدة اتجهت طموحاتها جنوبا صوب النوبة، في الوقت الذي بدأت فيه المجموعة الأولى تفقد قوتها العسكرية والاقتصادية مما جعلها عاجزة عن تأمين حدودها الشمالية التي بدأت تتقلص تدريجيا نحو الجنوب، وقد بدا علامات الضعف والتدهور واضحة في آثار هذه الفترة مما دفع بعض العلماء إلى الاعتقاد بوجود مجموعة أخرى تعرف باسم «المجموعة الحضارية الثانية» تلت المجموعة الأولى وكانت أضعف منها نسبيا. وبحلول عام 2900 ق.م أصبحت النوبة السفلي بكاملها تحت السيطرة المصرية وخلت تماما من سكانها بعد تراجعهم جنوبا إلى منطقة النوبة العليا ليختلطوا بحضارة كرمة الوليدة، وظلت النوبة السفلى بعد ذلك مهجورة لعقود طويلة وانقطعت أخبارها خاصة بعد تعرض آثارها ومدافنها الملوكية للحرق والتدمير من قبل جيوش المملكة المصرية. في نفس الوقت الذي كانت تشهد فيه منطقة أخرى من النوبة ميلاد حضارة جديدة ظهرت بوادرها في منطقة مملكة كرمة 3000 ق.م. – 2400 ق.م.)(مادة). وسيطرت مصر ما بين 1950 ق.م وحتي 1700 ق.م. حيث كانت النوبة على امتداد تاريخها الطويل عرضة للاعتداءات المصرية على أطرافها الشمالية. وكان من أهم أسباب هذه الاعتداءات الرغبة في تامين الحدود الجنوبية وتأمين طرق التجارة التي كانت تربط مصر بإفريقيا عبر بلاد النوبة، بالإضافة إلى الطموحات المصرية في ثروات المنطقة المختلفة. لهذا تعددت المناوشات المصرية على حدود النوبة منذ عهود ما قبل الأسر في مصر، واستمرت على امتداد التاريخ النوبي، وكانت تنتهي في أحيان كثيرة باحتلال أجزاء منها، خاصة منطقة النوبة السفلى.
وأول محاولة فعلية لاحتلال النوبة كانت في عهد الأسرة المصرية الثانية عشر عندما غزا المصريون النوبة حتى منطقة سمنة وبنوا فيها العديد من الحصون والقلاع لتأمين حدودهم الجنوبية. ومنذ ذلك التاريخ خضعت النوبة للنفوذ المصري لما يقرب من 250 عاما تمكنت خلالها من الاحتفاظ بخصائصها وهويتها الثقافية. وانتهت هذه السيطرة الأولي عندما تفككت المملكة المصرية الوسطى، وضعفت قوتها مما شجع مملكة كرمة على مد نفوذها شمالها وضم كل منطقة النوبة السفلى في عام 1700 ق.م. وكان عصر السيطرة المصرية الثانية منذ 1550 ق.م. وحتي 1100 ق.م. بعد طرد الهكسوس على يد أحمس مؤسس الأسرة الثامنة عشر حيث تجددت الطموحات المصرية في بلاد النوبة، وتوالت المحاولات لغزو أطرافها الشمالية، إلى أن تم إخضاع النوبة بكاملها حتى الشلال الرابع في عهد «تحتمس الثالث» وظل حتي 550 م. وعرف بحضارة إكس. عندما بدأت الثقافة النوبية في التغير اثر دخول مجموعات بشرية جديدة لوادي النيل حيث دفن الملوك في مدافن ضخمة مع قرابين من الرعايا والأحصنة والحمير والجمال وغيرها من الحيوانات. وأخبارهم غامضة لا يعرف عنها إلا القليل.
وقامت مملكتان في منطقة النوبة هذا العصر وهما مملكة البليمي (عند الإغريق) وهم قبائل سكنت شرق النيل وحتى البحر الأحمر وكان العرب يطلقون عليهم البدجا ومملكة النوباديين وهم القبائل المعروفة بالنوبة الآن. وقد سيطر النوباديين على معظم مصر والنوبة السفلى لدى تفكك الدولة الرومانية، لكنهم اخرجوا منها فاكتفوا بالسيطرة على النوبة السفلى جنوب أسوان. وتمتيزت البليمي بنوع من الفخار، وتوجد آثارهم الآن في منطقة كلابشة.بعد انهيار مملكة مروي عام 300 م قامت مملكة النوباديين عام 375 م قرب الحدود السودانية المصرية.استمر النوباديين في عبادة الآلهة المصرية القديمة، كما استخدموا الرموز الفرعونية في الكتابة. واتحد النوباديين مع البليمي لمقاومة الغزو المسيحي القادم من الشمال.ووجدت آثار ثراء دلت عليه موجودات معابدهم في القسطل وبلانة والمتألفة من المجوهرات والسيوف الأفريقية والتيجان والأسلحة. وكان المعبود الأول في النوبة هو الإله ابيدماك وهو مصور في آثارهم على هيئة رجل برأس أسد.وكانت الصناعة الأساسية في مروي (مادة) هي صناعة الحديد، وقد دلت الحفريات على الأفران التي كانت مستخدمة في صهر الحديد.
بدأ الاحتكاك بالرومان عندما احتل قيصر مصر بعد هزيمة كليوباترا في العام 30 بعد الميلاد، عندما أرسل قائده بترونيوس لمنطقة النوبة بهدف السيطرة على مناجم الذهب في عام 24 ميلادية، إلا أن الملكة النوبية أماني ري ناس تصدت له وتمكنت من إلحاق هزائم متلاحقة بجيشه في أسوان والفنتين. ولكن تفوق الجيوش الرومانية لم يمكنها من الصمود طويلا، فانسحبت إلى الجنوب ليحتل الرومان النوبة السفلى بينما ظلت النوبة العليا تحت سيطرة مملكة مروي. كره النوبيون الرومان، ووجد تمثال لراس القيصر اوغسطس مدفونا تحت عتبة أحد المعابد بعد عقد اتفاق مع الرومان في مصر أمكن للنوبة الاستمرار في مناطق أسوان، مما أدى إلى تسهيل التجارة وانتقال الثقافة والفنون النوبية لمصر. (انظر: مروي. نباتة. كرمة.) وفي النوبة تطورت عبادة الإله آمون إلي أشكال آمون التشبهية بالإنسان وبرأس الكبش في المعابد النوبية ولاسيما في مملكة مروي (مادة) حيث ظهر التمثيل التشبيهى الإنسانى لآمون في الآثار الكوشيَّة حتى نهاية مملكة مروى نتيجة اقتباس هذا الشكل من التصوير الإيقونى له في طيبة بمصر ولاسيما عندما كانت كوش خاضعة للملكة الحديثة المصرية. وظهرت هذه الصورة البشرية للإله آمون في الأيقونات المروية المتأخرة. وتؤكد هذه الصور حرص المصريين علي أن يوجدوا بكوش في جبل البركل عبادة روح (كا) آمون الطيبى، وأنهم اعتبروا آمون النباتي واحداً من الأشكال التعبدية لآمون طيبة بوصفه إله الدولة في مصر. وعد آمون في النوبة كاءً (روح) لآمون في طيبة إنما تدعم الفكرة القائلة بأن عبادته كانت تواصلاً منطقياً لعبادة آمون في مصر. وفي النوبة ظهرت أيقونات Icons لآمون الكبشى الرأس ولاسيما في أيقونات المعبد الرسمي مما يدل أنه أصبح إلها رسميا في عبادات النوبة. لهذا ظهرت تماثيله في شكل آمون الكبشى الرأس مع قرص الشمس والصل على الرأس في أبى سمبل والمعابد السودانية القديمة.وكان آمون في مصر قبل ظهور الأسرة 18 بها، مرتبطاً بالأوزة أو الحيَّة لكن ليس بالكبش أبداً. الكشف في مقابر كرمة عن قرابين حملان، ونعاج، وكباش متوجه بموضوعات كروية أو بريش نعام بدأت تشير إلى أن تلك الحيوانات قد تكون ألهمت الشكل الكبشي الجديد لآمون. فقبل الاحتلال المصري ظهرت عبادة محلية للكبش في النوبة ولاسيما في كرمة (مادة).وظهور آمون كبشى الرأس يرمز لإتحاد آله مصر آمون مع إله كوش الكبش.وهذا الاتحاد أدي إلى خلق أشكال جديدة لآمون. فظهرت في الإيقونات الرسمية والتماثيل منذ حكم الرعامسة في شكل آمون كبشى الرأس في كل من كوش ومصر. وتطورت عبادة آمون بعد دخولها للنوبة. ففي معبد أبوسمبل يلاحظ صل ضخم امام آمون.وهذا الشكل لم يلاحظ في المعابد المصرية. وأصبح الصل الضخم سمة نوبية مميزة لآمون في البيئة السودانية. وظل آمون الكبشي معبودا محليا للنوبة، بينما ظل آمون البشري معبودا بمصر الفرعونية.وعبادة آمون في النوبة تمَّ تطويرها عبر استعارة العديد من الأفكار والسمات الإيقونية من الثيولوجيا المصرية؛ لكنه على كل ومع مرور الوقت تمَّ نسيان الأصل المصري لآمون، واختفت الكثير من أشكاله المصرية ووضع العديد من الصور الإيقونية الجديدة لآمون كوش (مادة) الكبشي في المعابد والبيئة السودانيَّة القديمة.والتشابه القوى بين صور آمون في مصر والنوبة كانت سبباً للتاثير المتبادل وللإحلال المتبادل القادم من الجانبين. مارس آمون الكوشى تأثيراً على عبادة آمون في مصر. أتاح الخلق الجديد إمكان تركيب نظاماً ميثولوجياً جديداً عكس نزعات تطور الدولة السودانية القديمة. ومن ثم نجد أن العبادة بالنوبة كانت مرتبطة بتطور العبادات الفرعونية بمصر.لهذا مرت بمراحل مختلفة. ففي عهد أمنوحتب الأول أعاد احتلال النوبة السفلي وشيد هياكل بالقلاع المصرية للإله حورس ولما توسع بعد الشلال الثاني أوجد معبودا جديدا سماه حورس سيد النوبة. وأيام حكم حتشبسوت وتحتمس الثالث وأمنحوتب الثاني أدخلت معابد جديدة بالقلاع وخارجها ومن بينها المعبد المزدوج لآمون – رع، ورع – حارختي. وتم إدماج حورس سيد النوبة مع آمون – رع. وغيرها من الآلهة الاندماجية التي صورت مراحلها علي المعابد المصورة، وفي عهد رمسيس الثاني انتشرت صور لعبادة الملك وبجواره الآلهة الثلاثة الرسمية آمون – رع، ورع - حاراختى، وبتاح - تاتجينان، مع انتشار الأشكال المقدسة للحاكم.. ففى أواخر الأسرة 18 والأسرة 19، اعتبر آمون-رع في النوبة بجنوب الشلال الثاني معبوداً رئيساً، حيث صورت آلهة مصر وآمون في المقدمة ويتبعه آلهة حورس في النوبة. وتعتبر الأربع مدن الكوشية الرئيسية القديمة مدنا حضارية حيث كان يمارس بها الطقوس الدينية.[1]
ينقسم النوبيون الي قرى النوبة

## الأسرة الخامسة والعشرون[2]
تعتبر هذه الأسرة الكوشية مؤسسة لأقوى إمبراطوريات العالم عام 730 قبل الميلاد، وبدأ مجد هذه الأسرة عندما قام الملك الارا النوبي بتوسيع الإمبراطورية الكوشية لتمتد من كوش في الولاية الشمالية بالسودان إلى جنوب تركيا مرورا بمصر والأردن وفلسطين وسوريا ولبنان.وقد خاض بعنخى وطهراقه وبقية الملوك حروبا ضروس ضد الفرس والاشوريين والرومان لتأمين إمبراطوريتهم، وأطلق عليهم الفراعنة السود.

## أولاً القرى في السودان

### منطقة دنقلا
دنقلا – مقاوادا – الغدار – لتي – كدا كول – عرب حاج – أمنتاقو – ناوا – زرايب – أم كرابيج – أم عقال – تمنار – الكاسورة – الدوم – السليم – أقدي – حامد نارتي – أنقوري – إيماني – السير – الترعة- كلتوس – تبو – كدركة – دبتود – موجراب – دار العوضة – السرارية – أباتة – كمنار – كودي – دبالا – أرقو – البرقيق – رومي البكري – القولد – دمبو – شابتود – الخندق-شيخ شريف – سالي – سوري – أوربي – تيتي – الصحابة – لبب – ود نميري – أقجا – مراغة – كابتود – جرادة – الزورات – كويه – دمبو – بركية – كمنية - حفير مشو – كومي – مقاصر – بنا – إرس – موسي نارتي – مروارتي – بونارتي – آرتي قاشا – كرمة البلد – وادي خليل – كرمة النزل –جزيرة بدين (سلنارتي – سقدان غرب – تشي – شبة) – سقدان شرق – كبرنارتي الشرقية (مدوق) – أبوفاطمة (أشكان) –

### ثانياُ: منطقة المحس
تمبس – كبدي – سميت - ساديق – إرو – حبراب – همبكول – مسيدة – فاد – أشاو – كباجا – تاجاب – جوقل – أملي – أردوان – ملجاب – نوري – مشكيلة – أمنكنجة - فريق – جدي – سبو – كوسي كوجة – دفوي – كجبار – كدين – كدرمة – كدة موسي – مشيرفة – أقتري – دلقو – سعدفنتي – سعدكورتي – أبوساره – كويمتو – واوا – ماريابود – كوكي – الترعة – سودلي – سيسي – هندكة – قرقود – تنرى – كوية – عقولة – صلب – موقة – آرتي مري – شدة - نارارتي – سروج – مقجور – توندي .

### ثالثاً:- منطقة السكوت وحلفا
عبكة - جمي - ماريا – أشيمتو – أوشبا – حميد – نلوة – نلوتى – أبوراقة - قبة سليم– إرو – صواردا – عبود – كويكة – صاي – تبج – عبري – أرنتي – عمارة – عطب - جنس – مفركة – كوشة – فركة – سركمتو – دال – كولب – عكاشة – أمبوكول – ملك الناصر – دويشات – أتيري – سمنا – صرص – مرشد – أمكي . مجراب – دغيم – عنقاش – أرقين – حلفا – دبروسة – إشكيت – دبيرة – سيرينمتو – سيرينتنو – فرص.

## ثانياً مصر
حيث تنقسم بلاد النوبة إلي ثلاثة مناطق - منطقة الكنوز (قرشة) المضيق تنقسم لجزئين (كنوز - عرب)من ناحية الشرق لطريق أسوان والسكة الحديد مرواو - ماريا - جرف حسين - كلابشة - أبوهور - المحرقة – السيالة - كستمنة شرق - كشتمنة غرب - الدكة - دهميت -أمبركاب _دابود ومن ناحية الغرب لطريق أسوان والسكة الحديد قرشة - العلاقي - قورتة ثاني - قورتة أول - قورتة ثالث من ناحية الشرق لطريق أسوان والسكة الحديد . - منطقة العرب جزء من المضيق - وادي العرب - كروسكو -سنقاري السبوع - شاترومة - المالكي، من ناحية الشرق لطريق أسوان والسكة الحديد . منطقة التهجير الفديجات الديوان - الدر وتنقالة - إبريم - قتة - الجنينة والشباك - مصمص - عنيبة - أرمنا - توشكي غرب - توشكي شرق - أبو سمبل - قسطل - بلانة أول - بلانة ثاني - بلانة ثالث - أدندان - توماس وعافية - من ناحية الشرق لطريق أسوان والسكة الحديد دار السلام بها خليط من الكنوز والفديجات شرق طريق أسوان الطويسة أغلب سكانها من دابود الحربياب ناحية الغرب طريق أسوان. دارو الكنوز بها مجموعة من الكنوز ناحية الغرب لطريق أسوان أبو الريش بها مجموعة من الكنوز من ناحية الشرق لطريق أسوان الفوازة بها مجموعة نوبية هاجرت مع تعلية الخزان عام 1933م نجع أبو ضافر بأدفو بها فرع من قبيلة الحقناب الكنزية من قرشة غرب طريق أسوان والسكة الحديد . - منطقة أسوان غرب أسوان -الشلال - الجزيرة -عزبة العسكر -جزيرة أسوان - تنقار - جبل تقوق - بربر - نجع المحطة - عزبة المنشية جزيرة سهيل -غرب سهيل - جزيرة هيسا - منشية النوبة- البيجه- عزبة الحدود -الكرور- أراشكول -المسي تود والمناطق التي بها تجمعات نوبية مثل الحصايا - جزيرة عواض - الشيخ هارون ـ السيل - الخزان

## المناطق السكانيه الواقعة في التقسيم الإداري السوداني

### وادي حلفا
وتسمى أيضا حلفا القديمة وتقع في أقصى شمال السودان بالولاية الشمالية وهي من المدن القديمة وكانت مركز القوات الإنجليزية في السودان في فترة الاحتلال.ويتكلم أهلها اللغة النوبية وربما هذا هو تسميتها بحلفا التي تطلق على أسماء مدن عدة لدى الأمازيغ في شمال أفريقيا كما هو الحال بالنسبة لحي الحلفاوين في تونس مثلاً. كانت تزخر بالعديد من الآثار النوبية والفرعونية الهامة إلى أن تم اغراقها في مياه بحيرة السد العالي وتم نقل أهم أثارها إلى أبو سمبل ومتحف السودان القومى وهي معابد بوهين وسمنة شرق وسمنة غرب وكاتدرائية فرس. وتمتد حدودها الإدارية جنوبا حتى قرى دال وسركمتو في أقصى شمال السكوت.

### منطقة السكوت
مسمى نوبى ينطق (بكسر السين وسكون الكاف وضم الواو)، لمنطقة كبيرة تقع جنوب وادى حلفا وتمتد إلى مناطق المحس جنوبا به العديد من المعالم التاريخية القديمة والحديثة نسبيا وبه بعض الآثار الإسلامية، المدينة الوحيدة هي مدينة عبرى ويوجد بالمنطقة أيضا مسجدى سيدى عكاشة وقبة الشيخ ادريس، ويتكلم سكان تلك المناطق اللغة النوبية المطابقة تقريبا للغة سكان حلفا.

### المحس
مقام الشيخ إدريس بالعيلفون
المحس من القبائل السودانية النوبية الكبيرة ويقطنون ديار المحس، وغالب ولايات السودان كالولاية الشمالية ونهر النيل وولاية الجزيرة والخرطوم والنيل الأبيض وأرجاء من البطانة وكسلا والبحر الأحمر والقضارف وكردفان وسكن المحس منذ القرن الخامس عشر جزيرة توتي الكبري بولاية الخرطوم.
وقيل أن قبيلة المحس هي حصيلة تزاوج بين النوبة أصحاب الحضارة الأقدم في التاريخ والعرب. وقد كان ملك النوبة يرثه ابن الأخت أو ابن البنت فلما تزوج منهم العرب كان أبناءهم ملوكا للنوبة والعرب على السواء ودون صراع. والملوك المذكورون في سلسلة نسب محمد (محس) هم ملوك القبيلة في فترة كانت الدولة المركزية فيها ضعيفة فأصبح لكل قبيلة ملك ومملكة.
ويجمع كل فروع المحس أنهم نوبيون بالأمهات. وينقسم المحس بصورة عامة إلى محس الشمال الذين يتكلمون اللغة النوبية بجانب العربية ومحس الوسط الذين هاجرو في القرن الخامس عشر الميلادي إلى وسط السودان ويتكلمون العربية فقط.
وقد اشتهر المحس بنشر العلم الإسلامي والقرآن الكريم وقد اشتهر شيوخهم أيام دولة الفونج ومنهم: إدريس ود الأرباب وأرباب العقائد الخشن، وخوجلي أبو الجاز، وإمام أبو جنزير.

### دنقلا
اللفظ دُنْقُلا مشتق من الدنقل (بضم حرف الدال وتسكين النون ورفع القاف) وهو الطوب الأحمر باللغات النوبية، وسميت كذلك لأن مبانيها كانت تبنى من الطوب الأحمر على خلاف ما جاورها من أمصار مشيدة بالطوب اللبن -الطوب النيء (أي طوب الطين المجفف بالشمس قبل حرقه) وهناك من يقول بأن دنقلا كلمة نوبية تتكون من مقطعين هما «دونقي» أي المال، و«لا» (النافية) أي انعدام المال، وبذلك يشير لفظ دنقي–لا إلى مكان «بلا مال». ثمة رواية ثالثة تذهب إلى أن الكلمة مركبة من لفظين هما «دا» بمعنى دار و«قُل» (بضم القاف) بمعنى قلب، أو مركز فيكون معنى الاسم «قلب الديار». وتنسب رواية رابعة الاسم إلى ملك نوبي حكم المنطقة يسمى دنقل.
وتطلق الكلمة أيضاً على كل ما هو قوي وصلب ولهذا ينسب البعض اسم المدينة إلى صفة ملكها الدنقل أو، دو- إن - قل بالنوبية أي القوي المقيم في قلعة كبيرة على النيل، بل أن البعض يرى بأن دونقلا هو تحريف لكلمة دور القلاع (أو دار القلعة) نسبة إلى قلعة كبيرة في المكان كانت مطلة على النيل.